# Cornus foemina
Cornus foemina — вид квіткових рослин із родини деренових (Cornaceae). Поширений у східній частині Сполучених Штатів. Це кущ до 8 метрів заввишки; листки волосаті; пелюстки кремові; кістянки синюваті, стаючи білуватими. Використовується як ліки.

## Морфологічна характеристика
Це кущ до 8 метрів заввишки; кореневища відсутні. Стебла скупчені; кора сіро-коричнева, стає сіро-чорною, пробковою, здається плетеною, розколюється поздовжньо. Гілочки темно-червоні, часто блідо-зелені абаксіально, повністю зелені чи бронзові якщо затінені, 2 проксимальні міжвузля густо запушені, дистальні міжвузля рідко притиснуто-волосисті. Листкова ніжка 5–16 мм; листкова пластинка ланцетна, еліптична чи зворотно-ланцетна, 3.5–11 × 1–6 см, верхівка від різко загостреної до тупого кінчика, абаксіальна поверхня (низ) блідо-зелена, адаксіальна поверхня темно-зелена, середня жилка стає червоною або бордовою, обидві поверхні з притиснутими волосками, рідкісно чи майже голі до кінця літа. Суцвіття 2–8 см у діаметрі. Квітки: гіпантій густо притиснуто-запушений; чашолистки 0.4–1 мм; пелюстки кремові, 2.6–3.8 мм. Кістянки блідо-блакитні чи блакитно-фіолетові, часто з білувато-блакитним до білого кольору домішками, кулясті чи сплющено-еліпсоїдні, 5–6 × 6–10 мм; кісточка від кулястої до довгастої, 3–3.7 × 3.7–5 мм, слабо-ребриста, верхівка округла.

## Середовище проживання
Схід і південний схід США [Алабама, Арканзас, Делавер, Флорида, Джорджія, Іллінойс, Індіана, Кентуккі, Луїзіана, Меріленд, Міссісіпі, Міссурі, Нью-Джерсі, Північна Кароліна, Оклахома, Південна Кароліна, Теннессі, Техас, Вірджинія]. Населяє болота, береги річок і струмків, мокрі канави; на висотах 0–1500 метрів.

## Використання
Рослина збирається з дикої природи для місцевого використання як ліки.

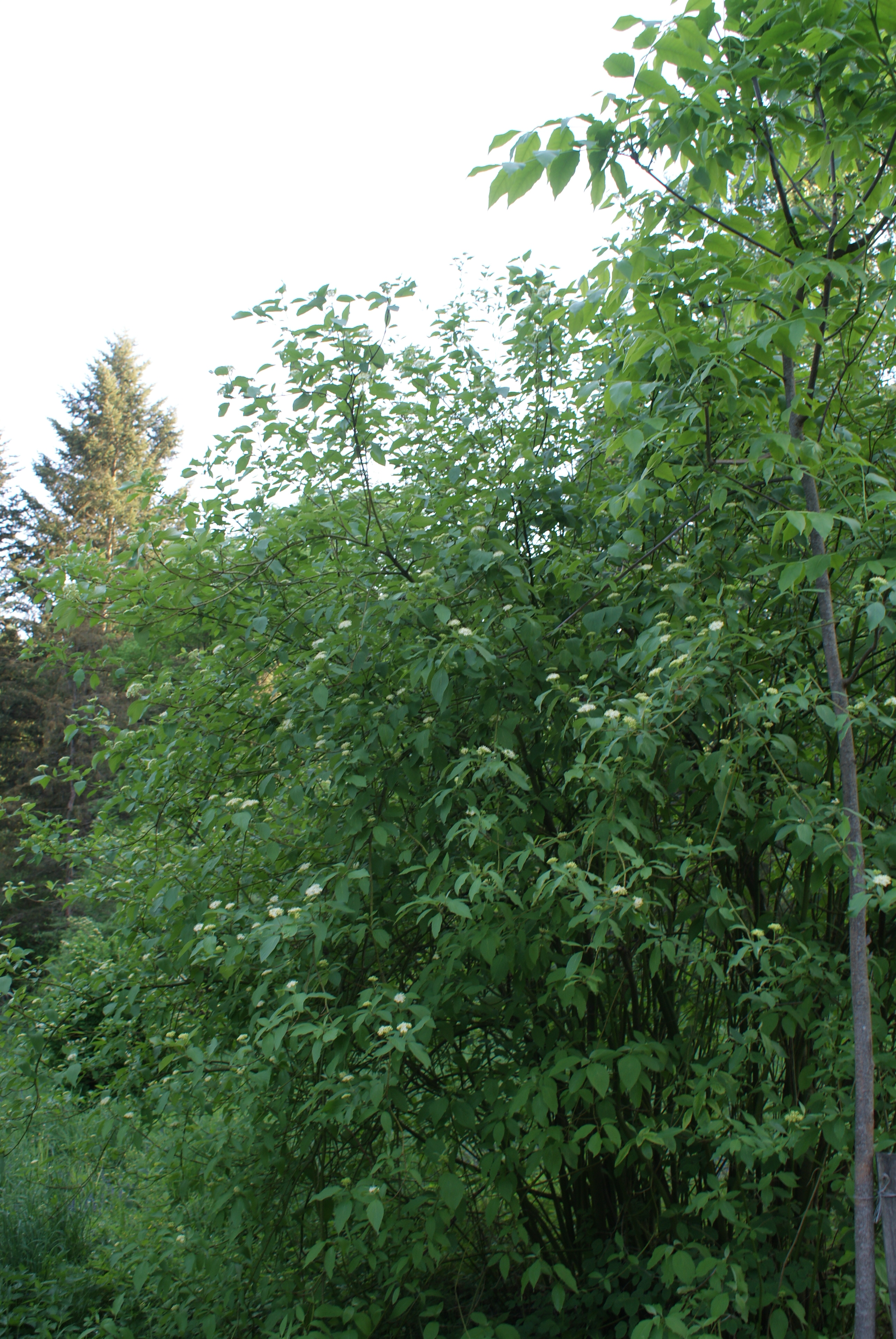
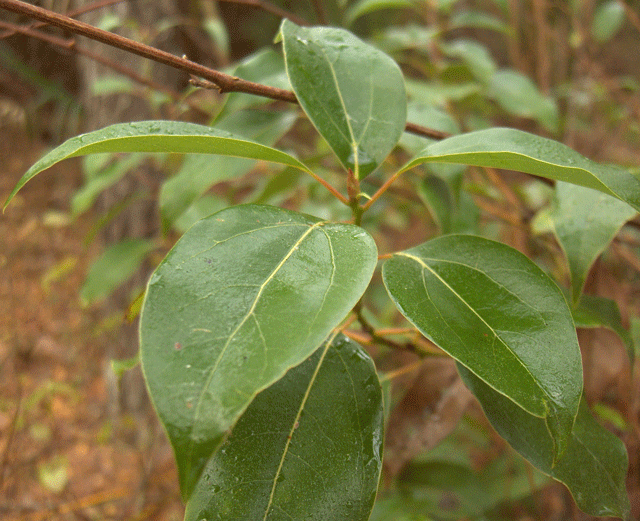
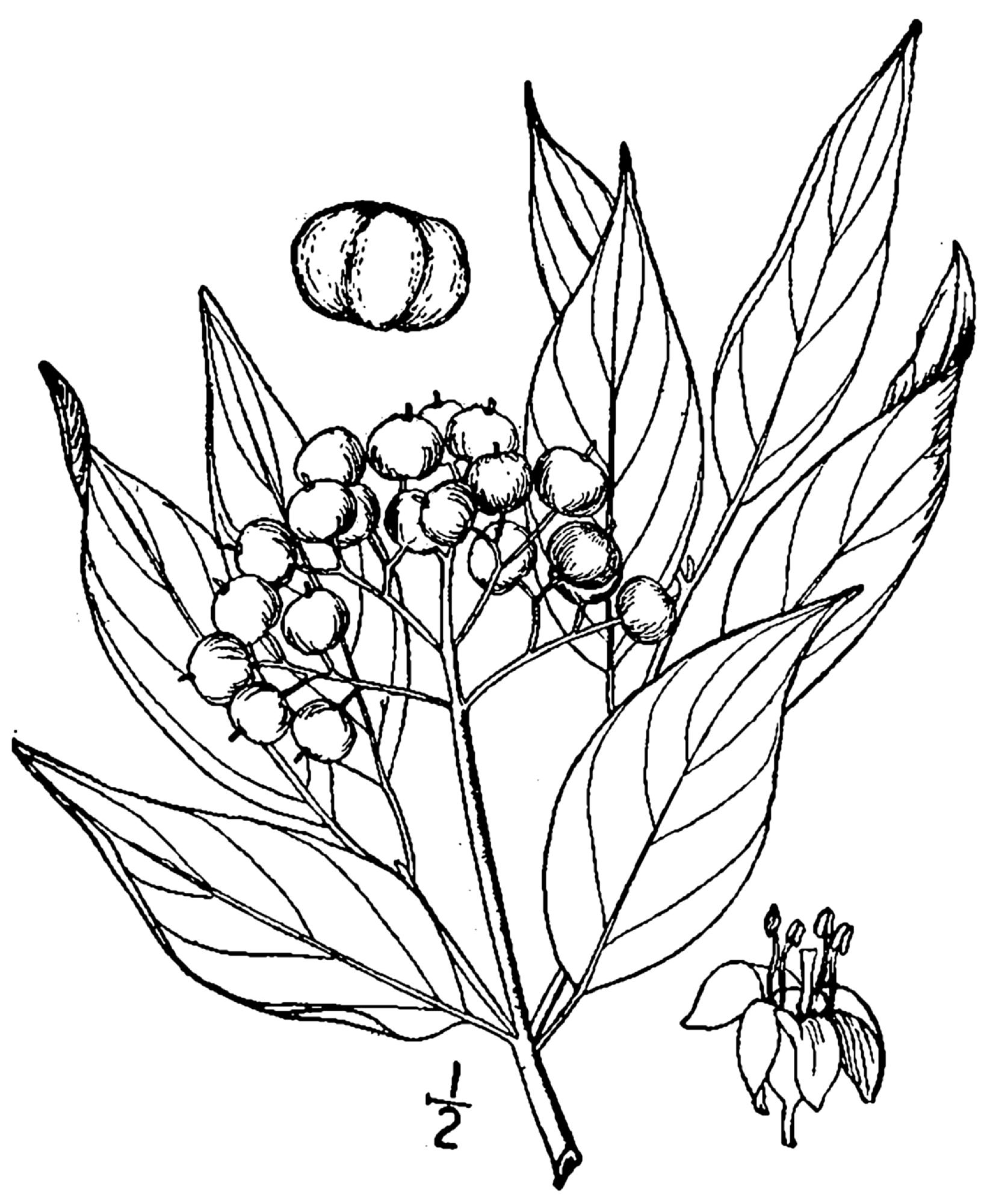